# Перетоки (Рівненський район)
Пере́токи — село в Головинській сільській громаді Рівненського району Рівненської області України. Населення становить 381 осіб.

## Історія
Назва села Перетоки пов'язана з рівчаками, які перетікали дорогу, у північно-східній частині села. Саме у цій частині села поселилися перші переселенці. Весною, коли танули сніги, вода кількома бурхливими рівчаками перетікала дорогу, а влітку, ці перетоки через дорогу, пересихали і лише під час грози рівчаки нагадували про себе перетікаючи через дорогу. Звідси і походить назва села Перетоки. Село Перетоки належить до відносно молодих населених пунктів. На початку ХХ століття тут оселилися перші поселенці, а перша письмова згадка датується 1921 роком.

### Передісторія та причини виникнення
До реформи 1861 року землі сучасної Злазненської сільської ради, у тому числі і земля на якій сьогодні розташоване село Перетоки, належали графу Миколі Ворцелю. У 1870—1871 роках з'явилися викупні акти: 116 дворів у Злазному викупили 645 десятин орної землі та 121 десятину неугідь. Викупна сума склала 14847 рублів сріблом. Після банкрутства Ворцеля третину землі викупив Крудиш. Старожили пам'ятають його більше як «крутиш, крутій», адже згодом він перепродував землю селянам. Були випадки, коли у різних людей були викупні документи на одну і ту ж ділянку землі. На території сучасного села Крудиш спорудив будинок. Біля обійстя розвів великий сад. Саме він сприяв переселенню на територію села сім'ї Михайла Вабищевича і трохи згодом — родині Петра Маєвського. Садиба Крудиша знаходилася недалеко він сучасної школи. Будинки Вабищевича і Маєвського знаходилися на північ від Крудишевої садиби. У Михайла Вабищевича були два сини: Андрій та Олександр, котрі згодом побудували окремі будинки для своїх сімей. Поштовхом до розростання села стала столипінська реформа початку ХХ століття. Одним із заходів реформи було переселення на хутори. Головною причиною переселення селян було малоземелля і безземелля у нашому краї. Саме в часи столипінської реформи жителі села Злазне купляють землю і домагаються виділення землі в окремих масивах-відрубах, а також переселяються на хутори. Частина неугідь залишилась громадським випасом. Відстань між селом і випасом була значною, тому селяни для корів в лісі збудували табір, а на своїх наділах почали зводити клуні і інші господарські споруди. Згодом злазненці поступово стали переселятись на свої наділи. Першим переселенцем із Злазного був Боришкевич Михайло Дем'янович. Згодом сюди переселилися Левчик Тихон Мусійович, Гура Василь Мінович, Корусь Гнат Іванович, Дашкель Григорій Кузьмович.

### Міжвоєнний період та визвольні змагання
В період революційних подій 1917—1920 років влада кілька разів змінювалася. Селяни Злазного і навколишніх хуторів розгромили маєток Григорія Карачевського і спалили будинок Крудиша. І тільки великий сад ще довгі роки нагадував про Крудиша, який під час революції зник невідомо куди. Після Ризького договору 1921 року, територія нашого краю опинилася під владою Польщі. Польська влада також підтримувала переселення на хутори і у 20–30-их роках значна частина жителів села Злазне переселилася на хутори. Найбільшими з них були Перетоки, Вигін, Дубина, Криловщина, Темник і Цітин. Перша письмова згадка про село Перетоки припадає на 1921 рік, коли було проведено перепис. За переписом проведеним польською владою у 1921 році в селі Перетоки проживало 45 осіб. В кінці 30-х років у селі уже нараховувалось два десятки хат.

### Друга світова війна
Кількість людей на хуторах значно зросла в роки Другої Світової війни, коли влітку 1943 року окупанти спалили село Злазне. Люди змушені були зимувати ту страшну зиму хто де. Селяни ішли на хутори до родичів і знайомих, щоб перезимувати. В окремих хатах жило по 4–5 сімей, люди ділилися останнім шматком хліба, щоб дожити до весни. Частина людей восени 1943 року в лісі викопали землянки для зимівлі, де і перезимували холодну зиму. Ще до цього часу одну з вулиць у селі Вигін так і називають — Землянки. На 1947 рік в селі нараховувалася 41 хата і проживало 230 осіб. Село, оточене з трьох сторін лісом, знаходилось в стороні від великих шляхів, проте і його не обминули страхіття Другої Світової війни. Старожили пам'ятають бої між загонами УПА і німецькими окупантами, між радянськими і німецькими вояками, між загонами НКВД і вояками УПА. В роки війни поблизу села знаходився військовий шпиталь і школа старшинського вишколу, тому жителі села допомагали воякам УПА, чимало молодих хлопців пішли до лав УПА. Активними учасниками національно-визвольного руху були: Глущик Микола Іванович, Боришкевич Василь Пилипович, Маєвська Надія Олександрівна, Гавула Петро Гордійович і інші. Не всім судилося пережити ту страшну війну і післявоєнне лихоліття, а декому довелося спізнати страхіття радянських таборів Воркути та Сибіру.

### Післявоєнний період
Після створення колгоспу в селі Злазне, жителів Переток змушують теж вступати до колгоспу і в селі створюється рільнича бригада Злазненського колгоспу «Перемога». З метою придушення національно-визвольного руху радянська влада взялася за ліквідацію хуторів, які довгий час були підтримкою для вояків УПА. Мешканців хуторів змушують переселятися до Злазного або інших сіл, а частину родин вивезли до Сибіру. Зокрема лише в 1947 році за підтримку визвольного руху із сіл Злазне, Перетоки і навколишніх хуторів було вивезено 26 родин (122 особи). У 1949 році в селі відкрито початкову школу, у якій навчалися діти з Переток і інших навколишніх хуторів. Першого навчального року за школу служила комора в хаті Левчика Андрія Тихоновича. 72 учні прийшло до школи, тому навчання проходило в дві зміни. В 1950 році Злазненська сільська рада передала під школу хату вивезеного до Сибіру Глущика Василя. Навчання тут проходило у двох класних кімнатах. З 1972 року по 1993 рік початкова школа розміщувалася у будинку, спеціально збудованому під школу. З 1993 року початкову школу реорганізовано у комплекс школа — дитячий садок і навчальний рік розпочався в новому приміщенні. З 1996 року в селі діє неповна середня школа.

### Наш час
В селі є клуб, дім молитви, працює медпункт і два магазини. На 01.01.1998 року в селі нараховувалось 94 будинки і проживало 382 жителі. Однак економічні негаразди в Україні змусили багатьох мешканців залишити село і кількість населення на початку ХХІ століття поступово зменшується. Якщо в 1998 році в селі проживало 382 жителі, то у 2007 році лише 352, у 2001—2005 роках у школі навчалося 128—133 учні, а в 2016—2017 навчальному році лише 76. Село на сьогодні було б значно більшим, проте у пошуках кращого життя багато переточан залишило село. Доля порозкидала їх по всьому світу, живуть вони в багатьох містах і селах України, Росії, США, Австралії і Канади. Проте не забувають про свій рідний край: пишуть листи, приїжджають до отчого краю вклонитися батьківському дому, набратися наснаги для майбутніх звершень.

## Відомі люди

### Народились
- Перетоки (Костопільський район) — релігійний діяч, Митрополит Созопольський, Правлячий Єпископ Західно-Європейської Єпархії.

Список використаних джерел
1. Денищук О. Книга Пам'яті і Слави Волині. Том 1. Рівненська область Костопільський район/О.Денищук. — Рівне, 2008. — 452 с.
2. Карп'юк А. Злазне і його околиці/А. Карп'юк. — Костопіль, 2008. –140 с.
3. По-господарські книги на 1947, 1948, 1949 р.р. виконкому Злазненської сільської ради. // Архів Злазненської сільської ради Костопільського району Рівненської області.
4. По-господарські книги Злазненської сільської ради Костопільського району Рівненської області за 2015 рік // Архів Злазненської сільської ради Костопільського району Рівненської області.
5. Спогади старожилів с. Перетоки // Архів кабінету історії Перетоцької загальноосвітньої школи І-ІІ ступенів Костопільської районної ради Рівненської області.
6. Шабаровський В. Костопільщина очима польської статистики / В.Шабаровський // Вічеве слово. — 2001. — № 11. — с.3.